# Blinkworthia
Blinkworthia ist eine Pflanzengattung aus der Familie der Windengewächse (Convolvulaceae). Sie umfasst zwei Arten asiatischer Herkunft. Der Gattungsname ehrt Robert Blinkworth, der Pflanzen in Myanmar sammelte.

## Beschreibung
Blinkworthia sind Sträucher oder schlanke Kletterpflanzen. Die Stängel sind filzig oder striegelig behaart. Die Laubblätter sind gestielt, die Blattspreiten linealisch oder elliptisch und seidig oder striegelig behaart.
Die Blüten stehen einzeln in den Achseln der Laubblätter und sind nickend. Sie werden von zwei bis vier laubblattartigen Tragblättern begleitet. Die fünf Kelchblätter sind eiförmig-langgestreckt bis kreisrund, lederig, an der Frucht leicht vergrößert und mehr oder weniger gleichgestaltig. Die Krone ist glockenförmig, wachsartig, der Kronsaum ist aufrecht stehend, nahezu ganzrandig oder schwach fünflappig. Die Staubblätter stehen nicht über die Krone hinaus, die Staubbeutel sind langgestreckt. Die Pollenkörner sind kugelförmig, pantoporate und fein stachelig. Der Blütenboden ist ringförmig, der Stempel ragt nicht über die Krone hinaus. Der Fruchtknoten ist konisch, mehr oder weniger in zwei Kammern unterteilt und unbehaart. Der Griffel ist fadenförmig und trägt eine kopfige, zweilappige Narbe.
Die Frucht ist eine unbehaarte Beere, die vom beständigen Kelch umgeben wird. Die ein bis vier Samen sind unbehaart.

## Vorkommen
Die Arten der Gattung sind in China, Myanmar und im Norden Thailands verbreitet.

## Systematik
Die Gattung umfasst zwei Arten:
- Blinkworthia convolvuloides Prain: Die Heimat ist China und das nördliche Myanmar.[2]
- Blinkworthia lycioides Choisy: Das Verbreitungsgebiet reicht von Myanmar bis ins nördliche Thailand.[2]

Typusart ist Blinkworthia lycioides.
Innerhalb der Windengewächse wird die Gattung nach molekularbiologischen Erkenntnissen in die Tribus Ipomoeeae eingeordnet.